# Шуппен, Якоб ван

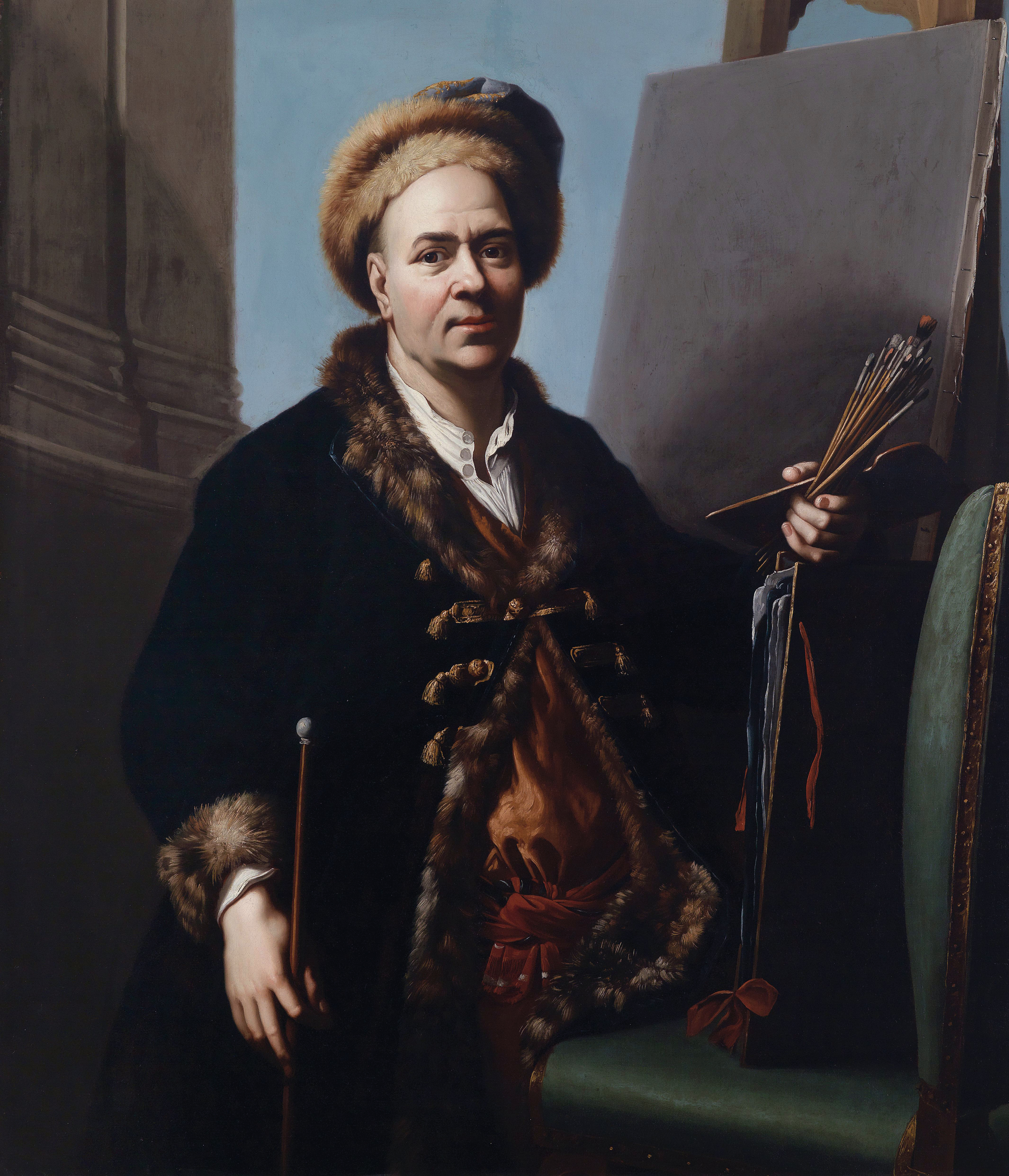
Якоб ван Шуппен Автопортрет

Якоб ван Шуппен (нем. Jacob van Schuppen, 26 января 1670, г. Фонтенбло —  29 января 1751, Вена) — австрийский придворный художник голландского происхождения.

## Жизнь и творчество
Якоб ван Шуппен родился во Франции, в семье художника и гравёра Питера ван Шуппена. Якоб изучал живопись под руководством своего отца и дяди. Перед отъездом в Австрию он работает как художник в Нидерландах. В 1716 году ван Шуппен был приглашён в австрийскую столицу, и в 1726 назначен императором Священной Римской империи Карлом VI директором венской Придворной академии изящных искусств, которую Якоб ван Шуппен коренным образом реорганизовал. После смерти Карла VI государственная поддержка Академии постоянно сокращается. В конце концов она переводится в собственный дом художника и занятия в ней прекращаются. За год до смерти ван Шуппена для Академии был назначен новый руководитель — придворный обер-архитектор Адам Филипп Лози фон Лозинталь.
Я.ван Шуппен был известен своими превосходными портретами и жанровыми полотнами, а также алтарными картинами в венских Карлскирхе и Салезианеркирхе, росписями во дворце Дитрихштейн-Лобковиц.

## Галерея

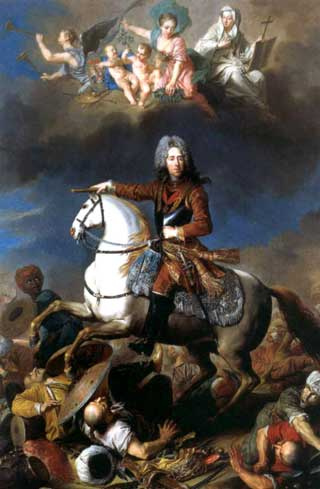
Портрет принца Евгения Савойского
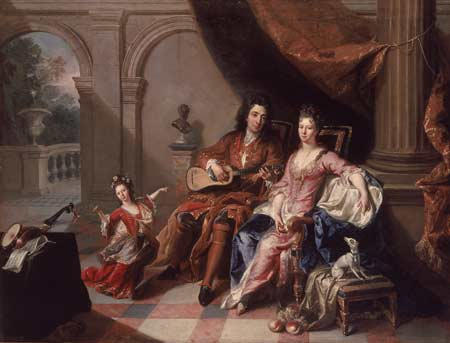
Гитарист
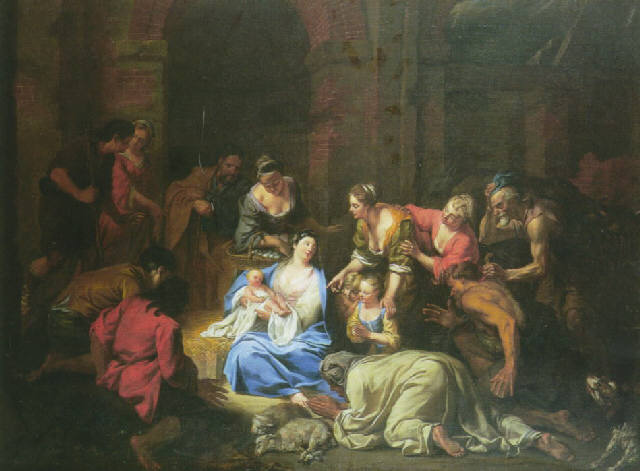
Поклонение пастухов
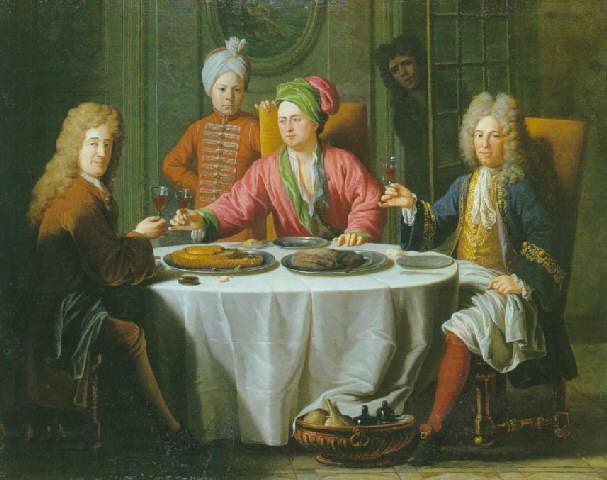
Дворянское застолье